# 신조촌 (오사카부)
신조촌(일본어: 新庄村)은 일본 오사카부 니시나리군에 설치되었던 촌이다. 현재의 오사카시 히가시요도가와구에 해당한다.

## 역사
- 1889년 4월 1일 - 정촌제 시행에 의해 니시나리군 신조촌이 성립하였다.
- 1925년 4월 1일 - 오사카시에 편입해 히가시요도가와구 가미신조초, 시모신조초가 되어, 동일 신조촌은 폐지되었다.

## 교통

### 철도
- 신케이한 철도
  - 센리선 (현・한큐 센리선)

## 참고문헌
- 角川日本地名大辞典 27 大阪府